# Inscripciones de Qadesh

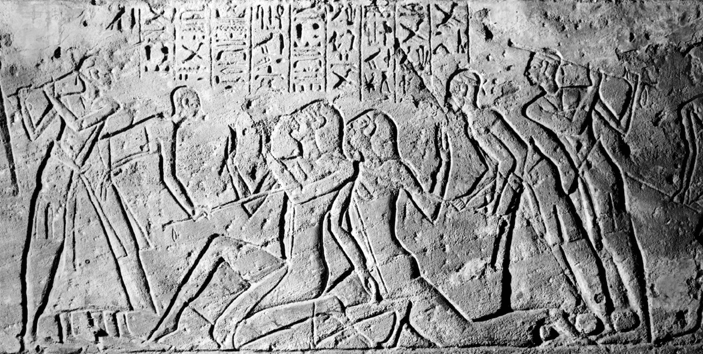
Un relieve tallado que muestra a espías de Shasu siendo golpeados por egipcios

Las inscripciones de Kadesh o Qadesh son una variedad de inscripciones jeroglíficas egipcias que describen la batalla de Kadesh. La evidencia combinada en la forma de textos y relieves en las paredes proporciona la mejor documentada descripción de una batalla en toda la historia antigua.
La versión egipcia de la batalla de Qadesh se registra en dos relatos principales, conocidos como el Boletín y el Poema. Estas inscripciones existen en múltiples localizaciones. Algunos eruditos dividen estas cuentas en tres. El Boletín se repite siete veces y el Poema ocho veces, repartidos en los templos de Abydos, el Templo de Luxor, Karnak, Abu Simbel y el Ramesseum, y dos papiros hieráticos.

## Poema
El Poema o "Poema de Pentauro" (pntAwr.t) se conoce por ocho inscripciones, y enumera a los pueblos que fueron a Qadesh como aliados de los hititas. Entre ellos se encuentran algunos de los Pueblos del Mar y muchos de los otros pueblos que más tarde tomarían parte en las batallas del siglo XII a. C. (ver Batalla de Kadesh).
El Poema ha sido cuestionado como verso real, a diferencia de un relato en prosa similar a lo que habían registrado otros faraones.

## Boletín
El Boletín o el Registro es en sí mismo simplemente una leyenda extensa que acompaña a los relieves.
Hoy sobreviven ocho copias en los templos de Abydos, Karnak, Luxor y Abu Simbel, con relieves que representan la batalla.

## Otras inscripciones
Además de estas largas presentaciones, también hay numerosos pequeños subtítulos que se utilizan para señalar varios elementos de la batalla.
Fuera de las inscripciones, se conserva una copia hierática del Poema en el papiro de Raifet-Sallier, del cual se ha perdido la primera página, la segunda página ("Papyrus Raifet") está en el Louvre y la tercera página ("Papyrus Sallier III") se encuentra en el Museo Británico. Sin embargo, esta se considera una copia imprecisa.
En Hattusa se han encontrado referencias cuneiformes a la batalla, incluida una carta de Ramsés a Hattusili III escrita en respuesta a una queja burlona de Hattusili sobre la representación victoriosa de la batalla por parte del faraón. Sin embargo, no se han descubierto anales que puedan describirlo como parte de una campaña. En cambio, se hacen varias referencias a él en el contexto de otros eventos.

## Copias

### Poema
- Pilón del Templo de Luxor, lado norte de ambas torres[8][9]
- Karnak, fuera del muro sur de la Gran Sala Hipóstila[10]
- Abydos: templo de Ramsés II[11]

### Boletín
- Abu Simbel: Pared norte del Gran Templo del primer salón[12]
- Ramesseum, lado oeste del primer pilón[13]
- Pilón del Templo de Luxor, lado sur[14]

### Relieves
- Abydos: templo de Ramsés II, muros exteriores[15]
- Ramesseum, primer pilón[16]
- Ramesseum, segundo pilón[17]
- Karnak[18]
- Pilón del Templo de Luxor :[19]
- Templo de Derr[20]
- Abu Simbel: Pared norte del Gran Templo de la primera sala[21]

## Galería

Abydos
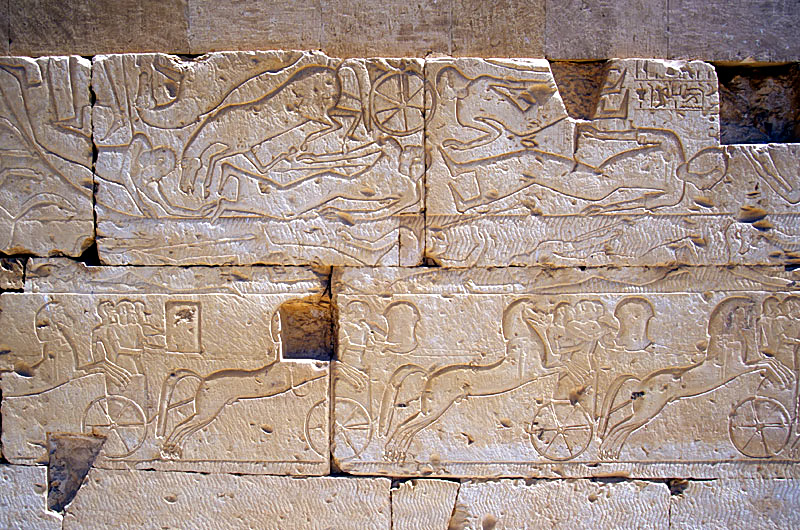

Luxor
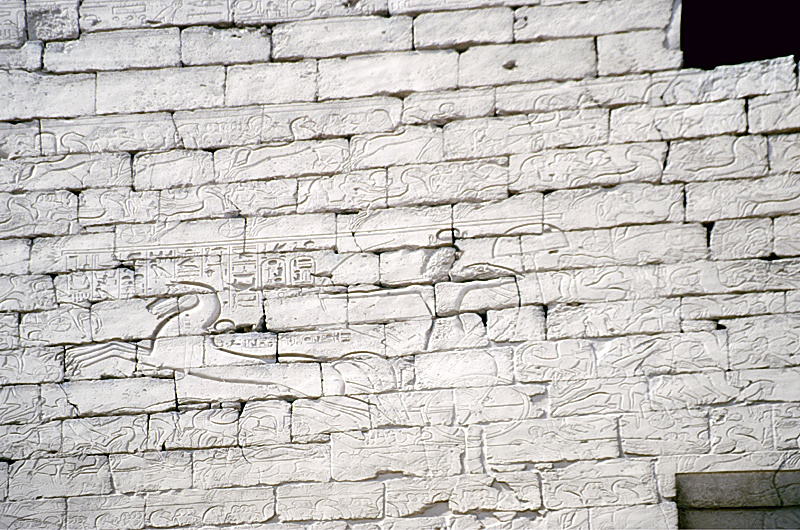
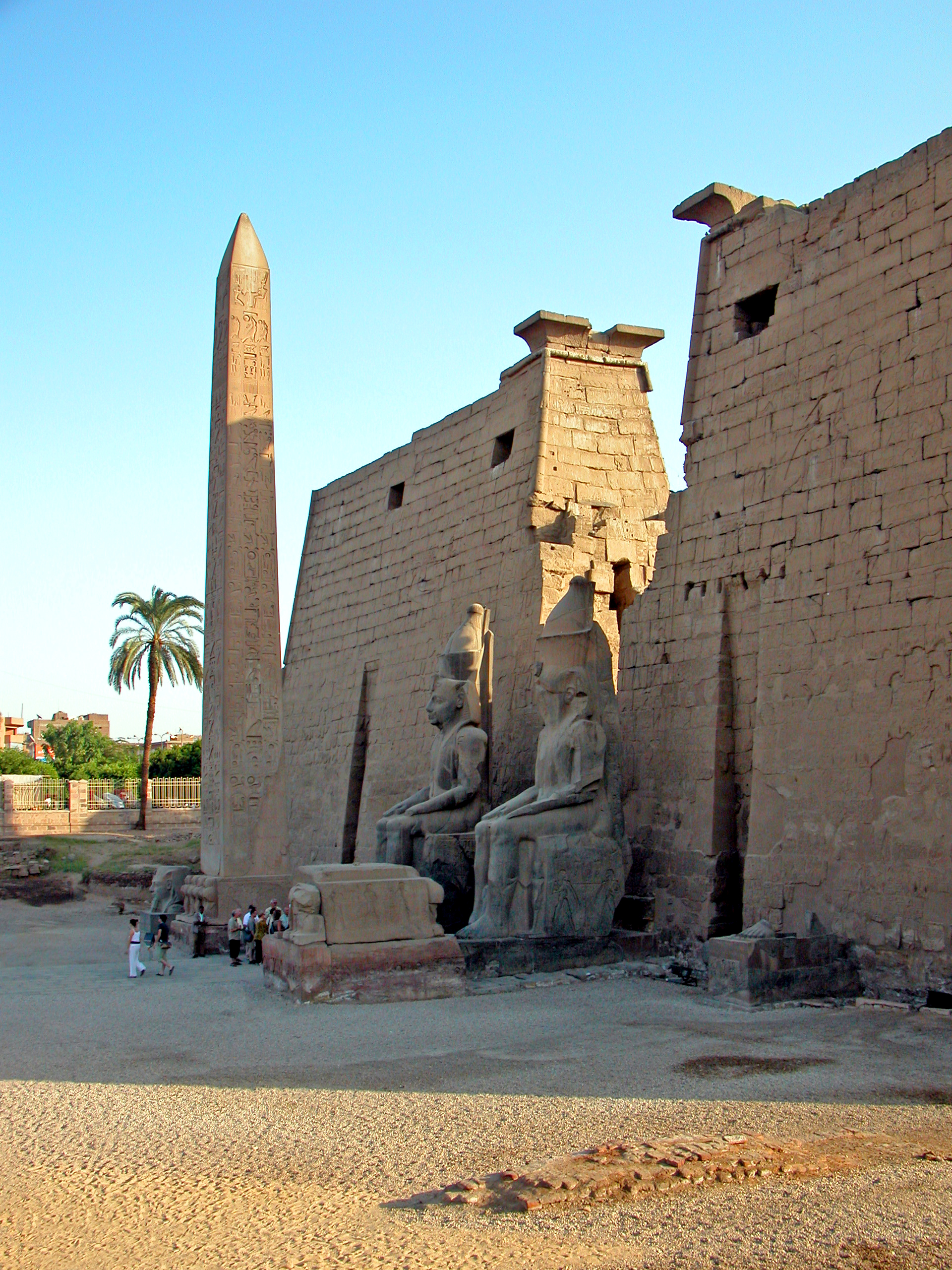

Karnak
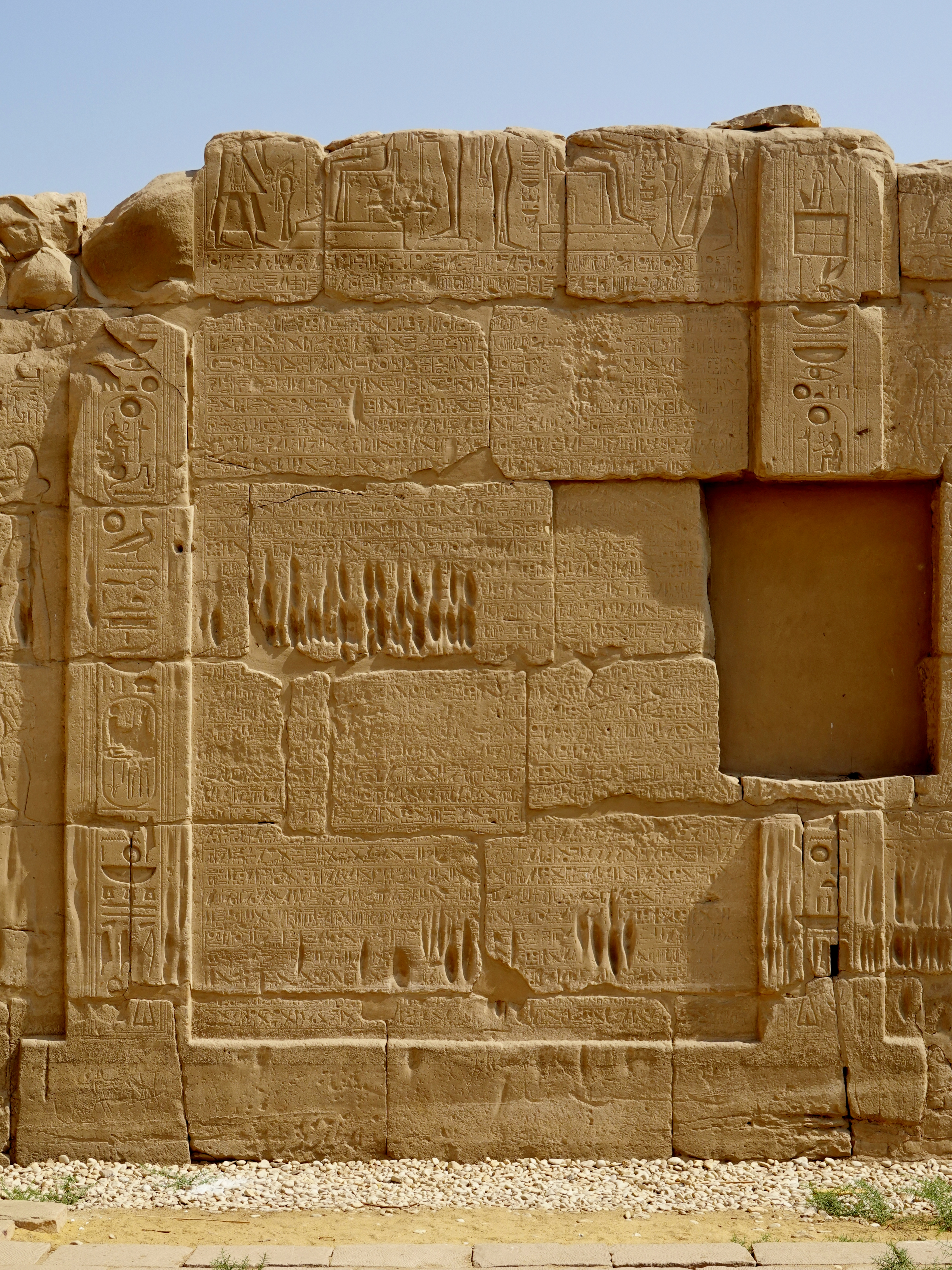

Ramesseum
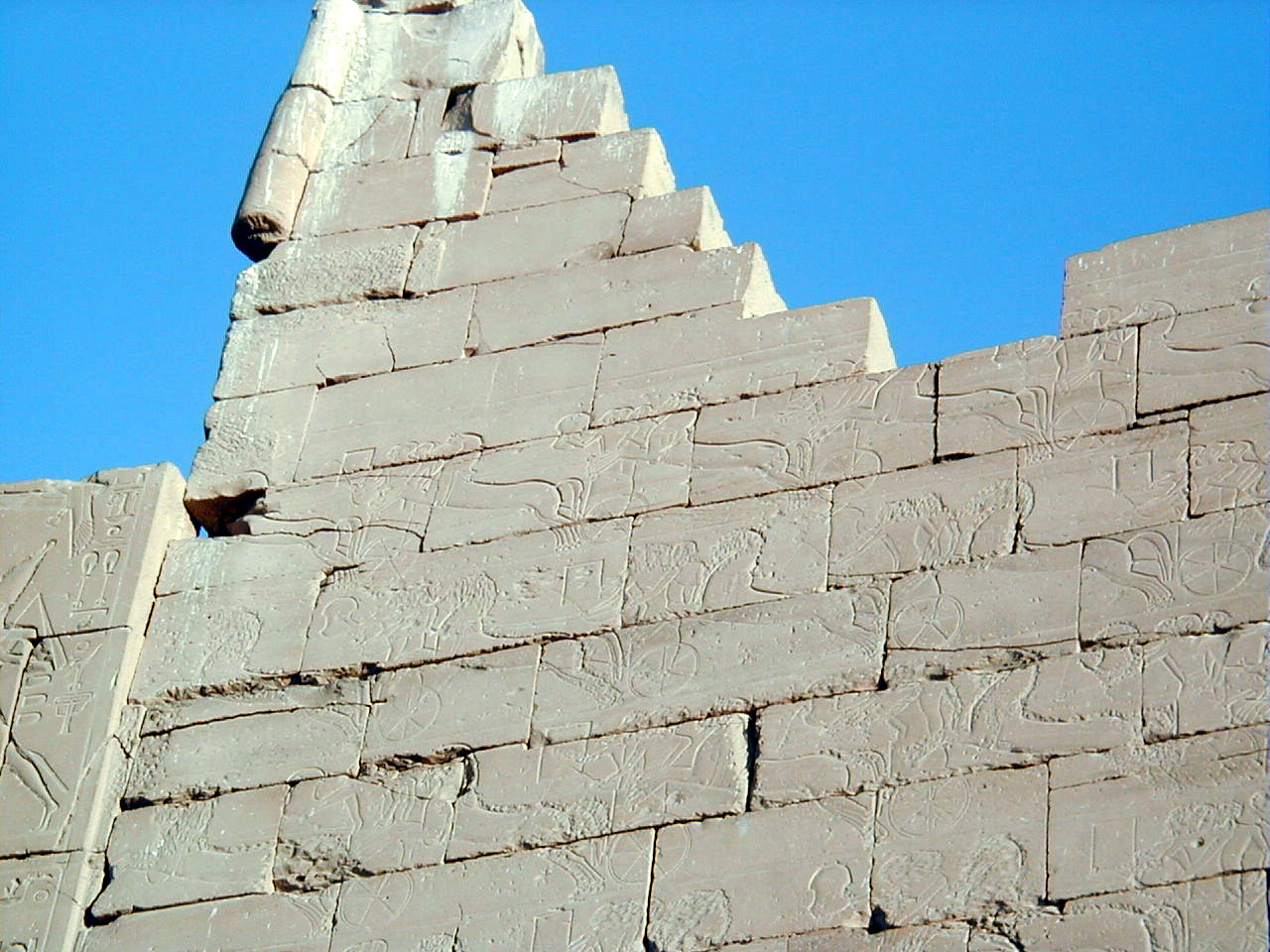
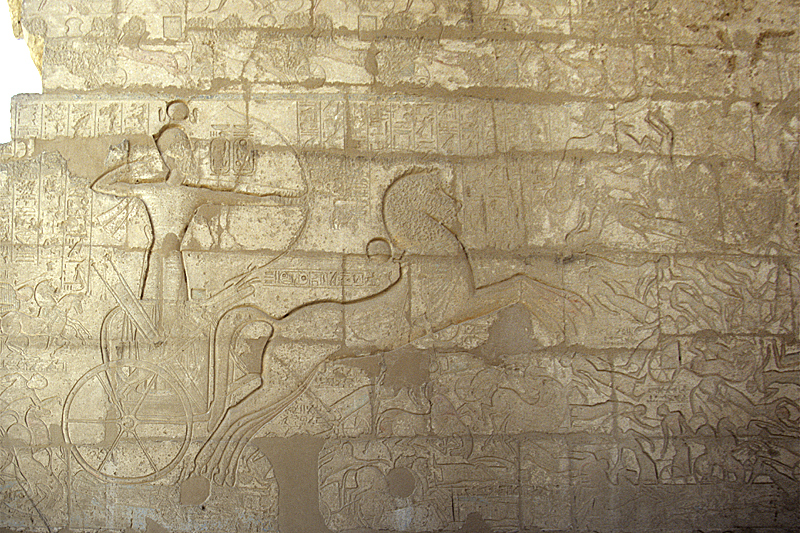

Abu Simbel
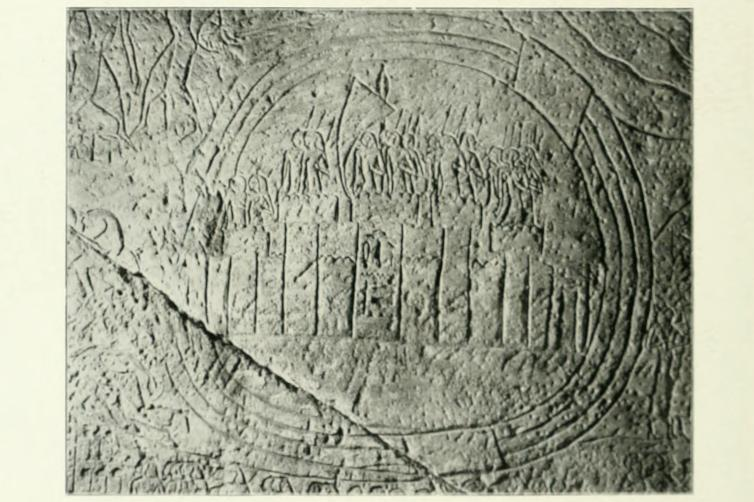
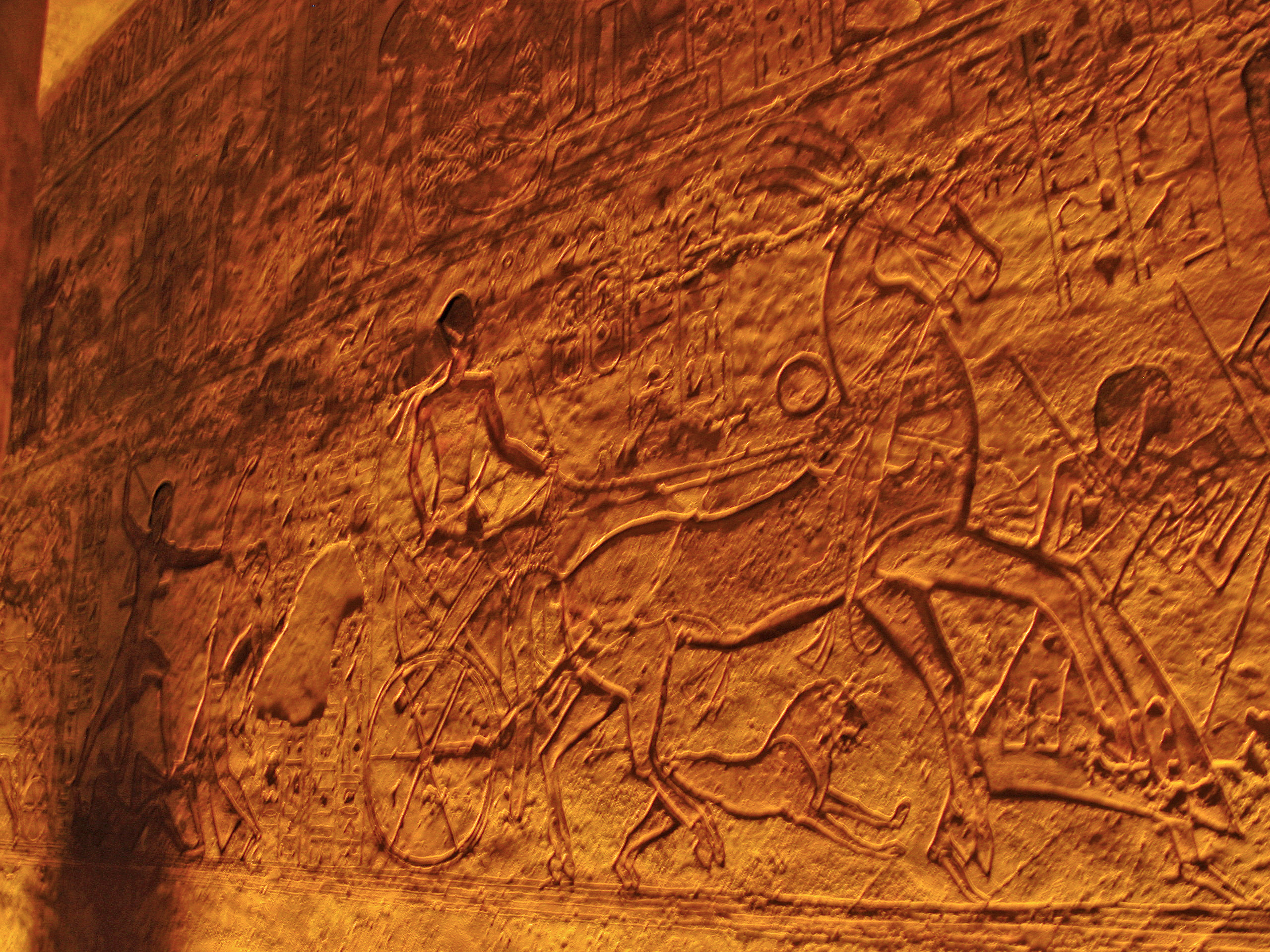
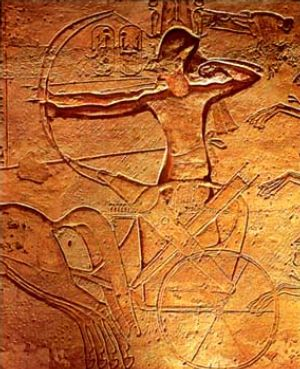
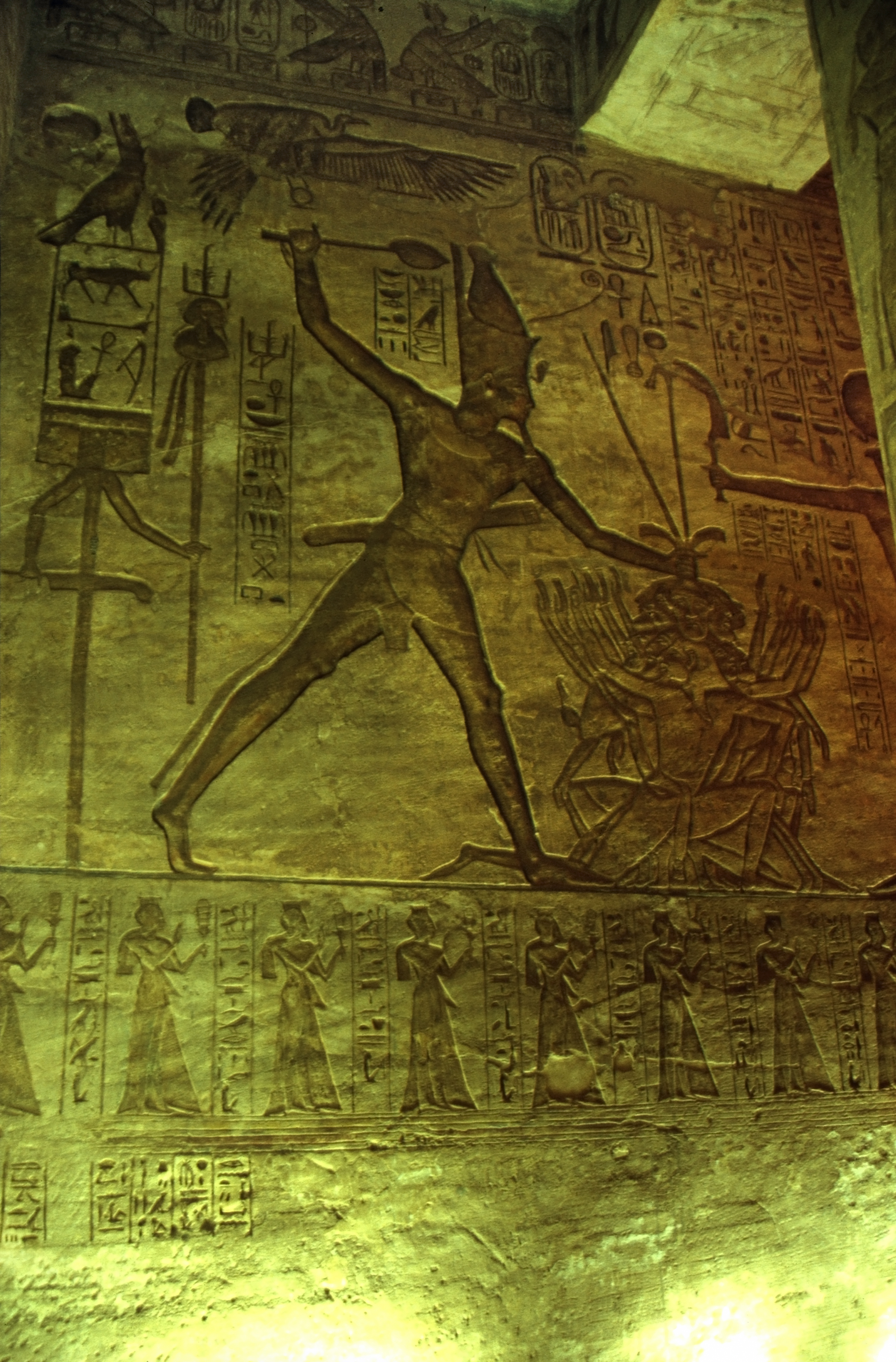